# Palais INAIL (Rome)
Le Palazzo dell'INAIL ou Palazzo INAIL est un palais néo-baroque situé sur la Via Quattro Novembre, dans le Rione Trevi de Rome, juste à côté du jardin du palais Colonna.

## Histoire
Son nom fait référence à l'Istituto Nazionale per le Assicurazioni contro gli Infortuni sul Lavoro, dont le siège se trouve dans la capitale italienne. Il a été construit en 1934 à l'endroit où se trouvait le Teatro Drammatico Nazionale. Le théâtre, construit sur la base d'un projet de l'architecte Francesco Azzurri à l'initiative d'Eugenio Tibaldi, avait ouvert ses portes le 28 juillet 1886, avec l'opéra La locandiera de Carlo Goldoni ,.
Au cours des travaux de construction, deux splendides statues en bronze de la fin de l'époque hellénistique ont été découvertes : le Pugile et le Prince hellénistique, aujourd'hui conservées au musée national romain. Dans l'Antiquité, le site était occupé par les thermes de Constantin. La façade du théâtre était néoclassique. La mort du fondateur et la concurrence avec d'autres théâtres ont conduit, à la fin de 1929, à la décision de démolir le bâtiment pour la construction du palais actuel, avec un aspect imposant: un corps central avancé avec une gigantesque niche en saillie sur la rue . Une statue d'Alberto Felci représentant le fascisme se trouvait auparavant dans la cour intérieure  .